# 맥스 페인 3
맥스 페인 3(Max Payne 3)는 락스타 스튜디오가 제작하고 락스타 게임즈가 출판한 3인칭 슈팅 게임이다. 맥스 페인 프렌차이즈 3번째 작이고 2012년 5월에 PS3와 엑스박스 360이 출시가 되었고 PC는 2012년 6월에 출시가 되었다. 개발은 락스타 벤쿠버가 주도하였고 뉴 잉글랜드, 런던 그리고 토론토가 공동 개발 협력을 했었다.
이 게임은 역대 시리즈 중 첫 시리즈부터 제작된 레미디 엔터테인먼트에서 제작된것이 아니고 또한 시리즈 크리에이터 샘 레이크도 참여를 안한 게임이다. 맥스 페인 3의 메인 작가는 댄 하우저(Daniel Houser)이다, 댄 하우저는 레드 데드 리뎀션, 그랜드 테프트 오토 V 그리고 불리의 작가로도 유명하다.

## 게임플레이
맥스 페인 3(Max Payne 3)는 향상된 불렛타임과 마지막 적을 죽일 때 날아오는 총알을 적으로 처형되는 장면을 보여주는 불렛캠이 제공하였고, 이전작에 없던 커버 시스템이 생겨졌다.

## 등장인물
맥스 페인 (Max Payne)
이 작품의 주인공으로서 브라질에서 경찰학교 동기인 라울 파소스와 함께 브랑코 가 경호 임무를 맡게된다.
라울 파소스 (Raul Passos)
맥스 페인의 경찰학교 동기이다. 브라질에서 맥스 페인과 함께 브랑코 가를 경호하는 경호원이다. 지오바나 테벌스를 좋아한다.
로드리고 브랑코 (Rodrigo Branco)
맥스 페인,라울 파소스 에게 경호를 맡긴 인물로 브랑코 가의 형제중 장남이다. 브라질에서 건축 사업을 하는 부유한 사업가이다.
빅터 브랑코 (Victor Branco)
브랑코 가의 형제중 차남이며 정치인이며 로드리고의 사업에 많이 관여해있다.
마르셀로 브랑코 (Marcelo Branco)
브랑코 가의 형제중 막내이며 클럽 등 음악을 아주 좋아한다.
파비아나 브랑코 (Fabiana Branco)
로드리고 브랑코의 아내이다.
지오바나 테벌스 (Giovanna Taveres)
파비아나 브랑코의 동생이며 라울 파소스를 좋아한다.
토니 디 마르코 (Tony DeMarco)
뉴옥 호보켄 범죄 조직De Marcos 두목인 안토니 디 마르코의 외아들이다.
앤서니 디 마르코 (Anthony DeMarco)
뉴옥 호보켄 범죄 조직De Marcos의 두목이다.
윌슨 다 실바 (Wilson Da Silva)
브라질 연방 경찰(Federal Police)의 경찰관이다. 맥스 페인에게 파벨라에서 총을 주는 등 맥스 페인을 많이 도와준다.
아르만도 베커 (Armando Becker)
브라질 경찰 기동대 UFE의 대장이다
세라노 (Serrano)
브라질 파발라의 갱조직 코만도 솜브라(Comando Sombra)의 대장이다.
알바로 네베스 (Álvaro Neves)
브라질 무장 단체 조직 크라차 프레토(Cracha Preto)의 대장이다.
밀로 레고 (Milo Rego)
브라질 무장 단체 조직 크라차 프레토(Cracha Preto)에 소속되어 있다. 네베스의 부관이다.
바크마이어 (Bachmeyer)
브라질 경찰 기동대 UFE에 소속되어 있다. 베커의 부관이다.

## 평가
| 평가 |                                        |
| --- | -------------------------------------- |
| 통합 점수 통합사 점수 메타크리틱 (PS3) 87/100 [ 4 ] (PC) 87/100 [ 5 ] (X360) 86/100 [ 6 ] 평론 점수 평론사 점수 에지 7/10 [ 7 ] 유로게이머 7/10 [ 8 ] 게임 인포머 9.25/10 [ 9 ] 게임스팟 9/10 [ 10 ] 게임스파이 [ 11 ] 게임스레이더+ [ 12 ] IGN 9/10 [ 13 ] 폴리곤 9/10 [ 14 ] The Guardian [ 15 ] |                                        |
| 통합 점수 |                                        |
| 통합사 | 점수                                   |
| 메타크리틱 | (PS3) 87/100 (PC) 87/100 (X360) 86/100 |
| 평론 점수 |                                        |
| 평론사 | 점수                                   |
| 에지 | 7/10                                   |
| 유로게이머 | 7/10                                   |
| 게임 인포머 | 9.25/10                                |
| 게임스팟 | 9/10                                   |
| 게임스파이 | [ 11 ]                                 |
| 게임스레이더+ | [ 12 ]                                 |
| IGN | 9/10                                   |
| 폴리곤 | 9/10                                   |
| The Guardian | [ 15 ]                                 |